# Mozartstraße 23 (München)

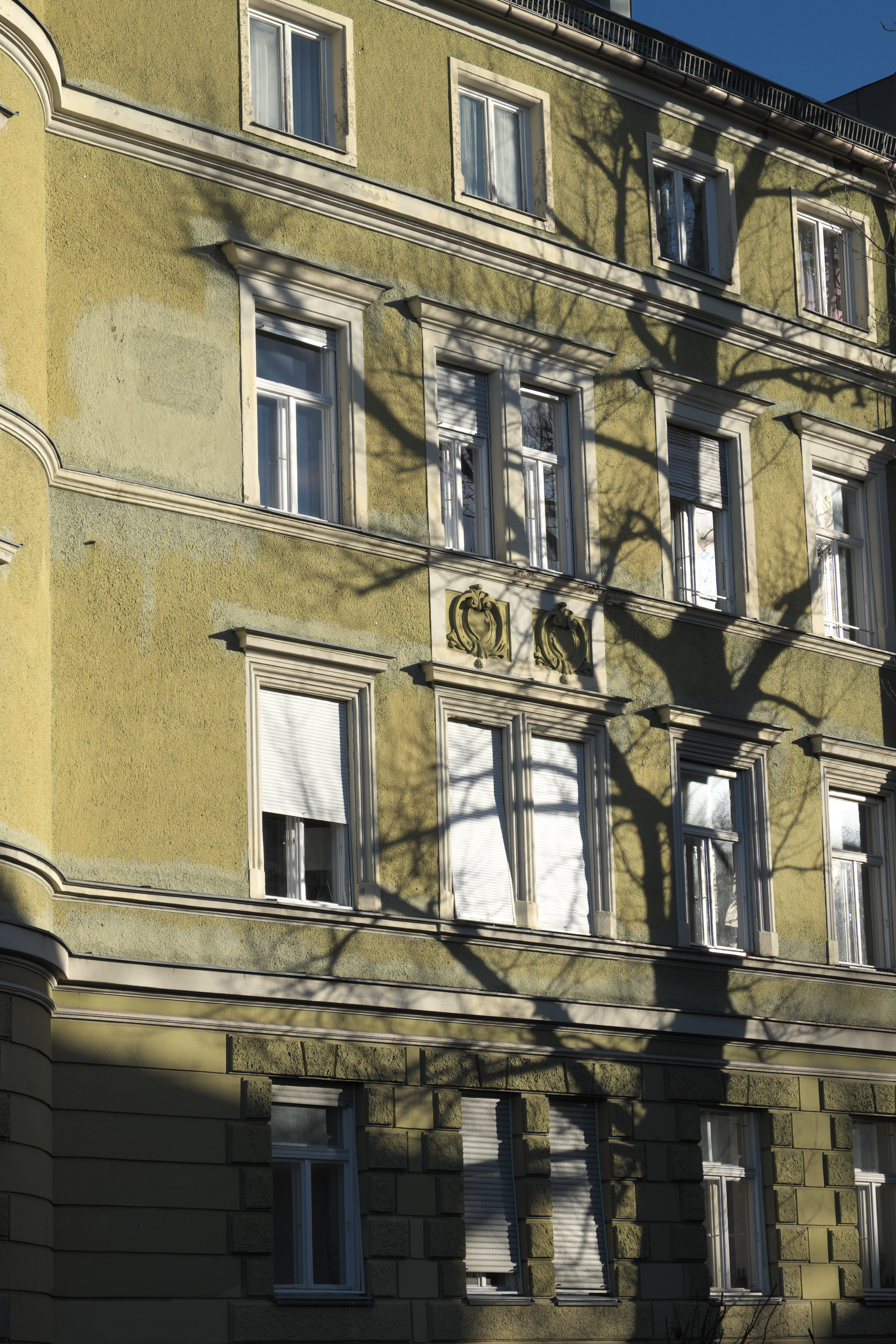
Haus Mozartstraße 23 in München-Ludwigsvorstadt

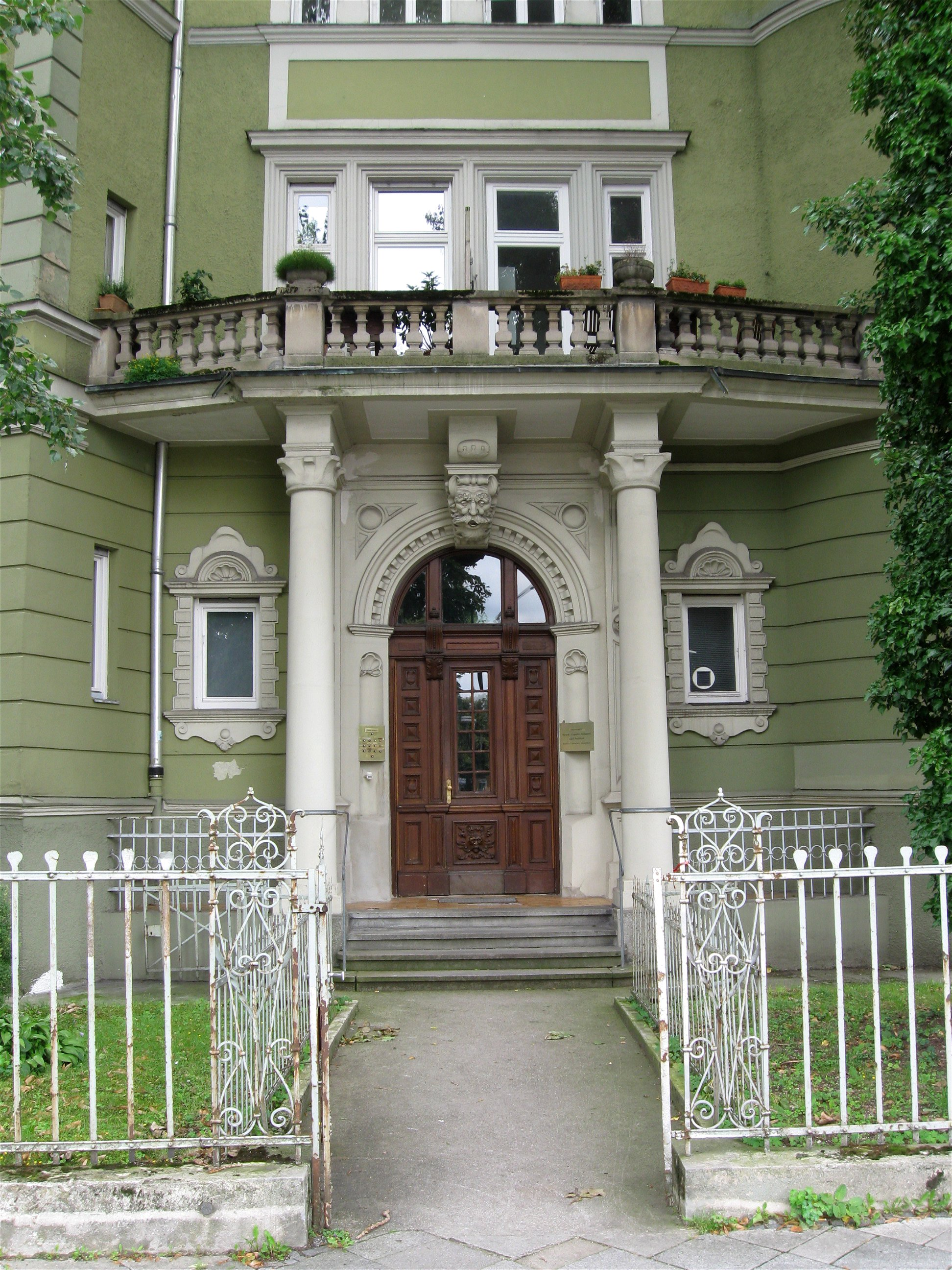
Portal

Das Haus Mozartstraße 23 ist ein denkmalgeschütztes Mietshaus im Münchner Stadtteil Ludwigsvorstadt.
Das Wohnhaus wurde 1896 nach Plänen des Architekten Hans Weber errichtet. Das im Stil der Neurenaissance erbaute Haus flankiert mit der Nr. 18 die Einmündung in den halbrunden Esperanto-Platz.